# Bernhard (Karolingen)
Bernhard (ca. 725 - 787) was een halfoom van Karel de Grote en een belangrijk edelman in zijn rijk. Hij was de zoon van Karel Martel en zijn minnares Ruodhaid.
Bernhard was graaf en abt van Saint-Quentin en hofmeier van Austrasië, Neustrië en Bourgondië. Hij was legeraanvoerder van Karel de Grote tijdens de campagne tegen de Longobarden (773 - 774). Bernhard leidde zijn leger over de Grote Sint-Bernhardpas, terwijl Karel zelf over de Mont Cenis trok. Door deze omtrekkende beweging werd de verdediging van de Longobarden omzeild en konden de Franken hun koninkrijk eenvoudig veroveren.

## Huwelijken en kinderen
In zijn eerste huwelijk was Bernhard getrouwd met een onbekende Frankische vrouw en had bij haar een zoon:
- Adalardus (ca. 751 - 2 januari 826), een belangrijk politicus onder Lodewijk de Vrome en Lotharius I en abt van Corbie.

In zijn tweede huwelijk was Bernhard getrouwd met een onbekende Saksische vrouw. Zij kregen de volgende kinderen:
- Wala (ca. 772 - 31 augustus 836),[5] eveneens een belangrijk politicus onder Lodewijk de Vrome en Lotharius I, net als zijn halfbroer gedwongen in het klooster getreden en zijn opvolger als abt van Corbie
- Theodrada, gehuwd met de Saksische edelman Isanbarth. In 810 abdis van de Maria abdij te Soissons
- Gundrada
- Bernhard (ca. 776 - 821), monnik in Corbie
- Ida (volgens sommige bronnen de moeder van Bernhard van Italië, hoewel dat door verwantschap met diens vader niet erg waarschijnlijk is)